# Dwight William Tryon

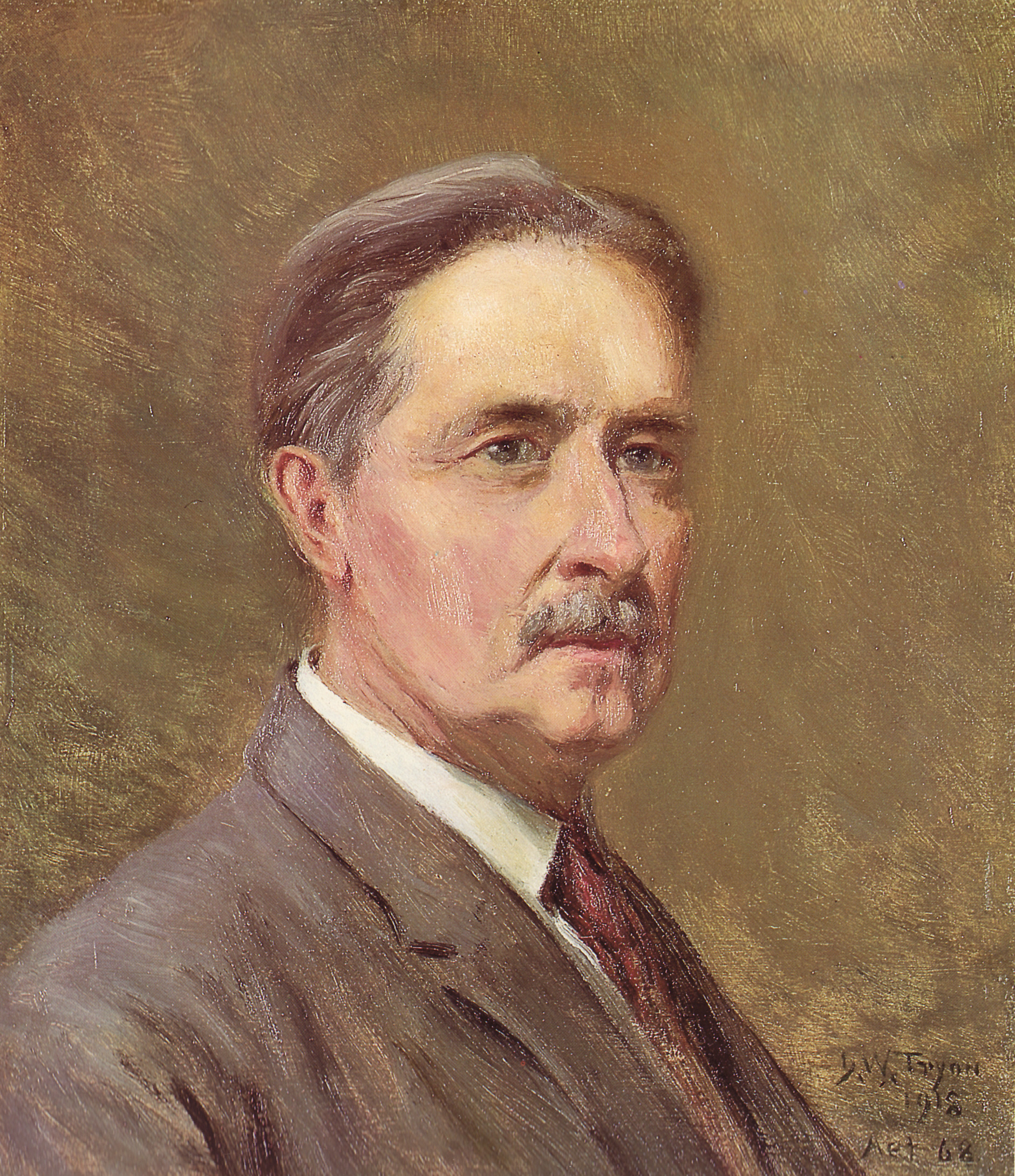
Tryon, zelfportret 1918

Dwight William Tryon (Hartford, 13 augustus 1849 - Darthmouth, Massachusetts, 1 juli 1925) was een Amerikaans kunstschilder, vooral bekend door zijn marinewerken en landschappen. In de zomer van 1880 werkte hij drie maanden lang in Dordrecht.

## Leven en werk
Tryon werkte aanvankelijk in een boekhandel en begon pas op 25-jarige leeftijd met schilderen, als autodidact, mede aangezet door een tentoonstelling van Hollandse meesters die hij in 1864 had bezocht. In die beginperiode schilderde hij vooral marinewerken en havengezichten in zijn geboorteplaats Hartford. In 1876 was hij in staat de overtocht naar Europa te financieren en vertrok hij met zijn vrouw naar Parijs. Hij volgde er studies aan de École nationale supérieure des beaux-arts, onder andere bij Charles-François Daubigny, die hem bekend maakte met de stijl van de School van Barbizon. Hij maakte studiereizen naar Bretagne, Normandië, Venetië en in 1880 naar Dordrecht, waar hij samen met zijn vrouw de zomer doorbracht.
Tryon bestudeerde in Dordrecht de Hollandse meesters in het Dordrechts Museum en maakte een groot aantal schetsen en voorstudies, die hij later in zijn atelier te Parijs verder uitwerkte. Zijn Dordtse werken zijn enigszins geïdealiseerd vanuit zijn herinnering en doordrongen nostalgie. Zelf schreef hij daarover: "het is goed om te reizen en te zien wat de mens in het verleden heeft gedaan, om de geest deelgenoot te maken van de rijkdom uit vervlogen tijden en een maatstaf te formuleren voor het heden".
Eind 1881 keerde Tryon terug naar de Verenigde Staten, naar New York, waar hij hoofd van het Smith College Art Department werd. In zijn latere periode schilderde Tryon meer en meer stemmige landschappen, in een tonalistische, luministische stijl, met een romantische inslag. In 1925 overleed hij aan kanker, 75 jaar oud. Zijn werk bevindt zich onder andere in de collecties van het Brooklyn Museum en het Metropolitan Museum of Art in New York, de Pennsylvania Academy of the Fine Arts te Philadelphia en het Museum of Fine Arts te Boston.

## Hollandse werken

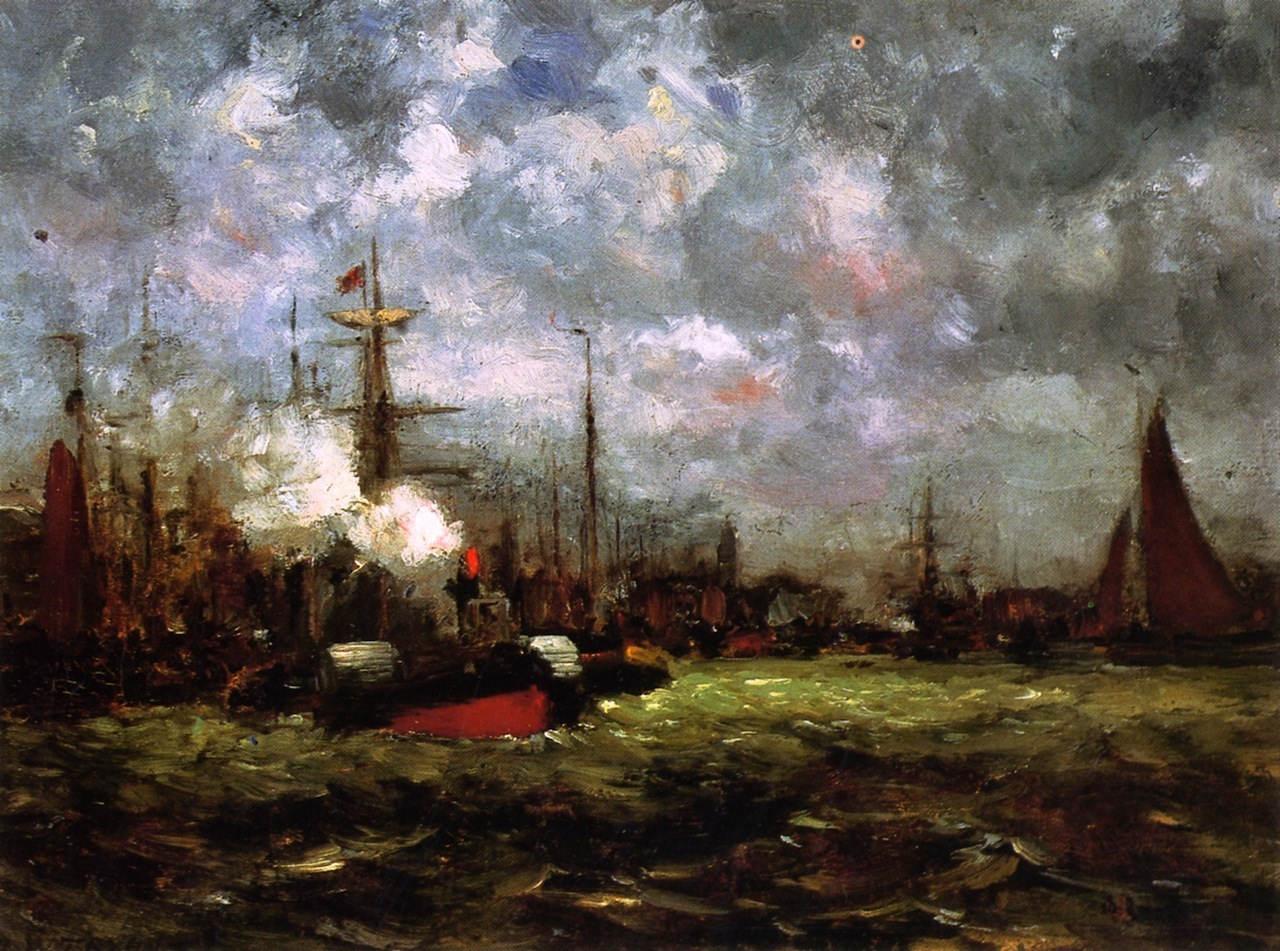
On the Maas, 1881
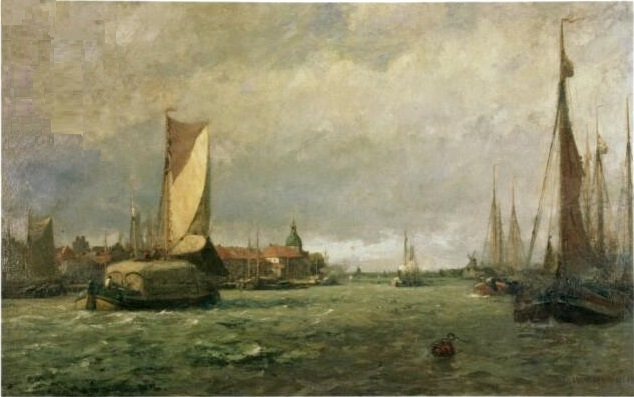
De Maas bij Dordrecht, 1881